# Championnats du monde de patinage de vitesse sur piste courte 1976
Navigation
Édition suivante
Les Championnats du monde de patinage de vitesse sur piste courte 1976 se déroulent à Champaign aux États-Unis entre le 9 avril 1976 et le 11 avril 1976. L'événement est géré par l'Union internationale de patinage.
Il y a treize épreuves au total : sept pour les hommes et six pour les femmes. Les différentes distances sont le 500 mètres, le 1 000 mètres, le 1 500 mètres, le 3 000 mètres, le relais de 3 000 mètres, et le relais de 5 000 mètres pour les hommes, ainsi qu'un titre décerné au meilleur patineur sur l'ensemble des épreuves.

## Palmarès
| Épreuves        | Or                     | Or             | Argent                 | Argent         | Bronze                 | Bronze         |
| --------------- | ---------------------- | -------------- | ---------------------- | -------------- | ---------------------- | -------------- |
| Hommes          |                        |                |                        |                |                        |                |
| 500 m           | Alan Rattray (USA)     | 45 s 870       | Gaétan Boucher (CAN)   |                | Bob Fenn (USA)         |                |
| 1 000 m         | Alan Rattray (USA)     | 1 min 45 s 780 | Gaétan Boucher (CAN)   |                | Philip Walker (GBR)    |                |
| 1 500 m         | Alan Rattray (USA)     | 2 min 27 s 310 | Colin Coates (AUS)     |                | Jack Mortell (USA)     |                |
| 3 000 m         | André Chabrerie (FRA)  | 5 min 34 s 200 | Pat Maxwell (USA)      |                | Jack Mortell (USA)     |                |
| 3 000 m relais  | Grande-Bretagne        | 4 min 41 s 010 | États-Unis             | 4 min 43 s 470 | Belgique               | 4 min 44 s 600 |
| 5 000 m relais  | États-Unis             | 7 min 53 s 200 | Grande-Bretagne        | 7 min 54 s 050 | Belgique               |                |
| Toutes épreuves | Alan Rattray (USA)     |                | Gaétan Boucher (CAN)   |                | André Chabrerie (FRA)  |                |
| Femmes          |                        |                |                        |                |                        |                |
| 500 m           | Kathy Vogt (CAN)       | 50 s 570       | Celeste Chlapaty (USA) |                | Peggy Hartrich (USA)   |                |
| 1 000 m         | Celeste Chlapaty (USA) | 1 min 50 s 390 | Denise Chlapaty (USA)  |                | Margaret Hanson (CAN)  |                |
| 1 500 m         | Celeste Chlapaty (USA) | 2 min 40 s 120 | Kathy Vogt (CAN)       |                | Peggy Hartrich (USA)   |                |
| 3 000 m         | Kathy Vogt (CAN)       | 6 min 6 s 310  | Peggy Hartrich (USA)   |                | Celeste Chlapaty (USA) |                |
| 3 000 m relais  | États-Unis             | 4 min 42 s 490 | Canada                 | 4 min 49 s 470 | -                      |                |
| Toutes épreuves | Celeste Chlapaty (USA) |                | Kathy Vogt (CAN)       |                | Peggy Hartrich (USA)   |                |

## Tableau des médailles
| Rang | Nation          | Or | Argent | Bronze | Total |
| ---- | --------------- | -- | ------ | ------ | ----- |
| 1    | États-Unis      | 9  | 5      | 7      | 21    |
| 2    | Canada          | 2  | 6      | 1      | 9     |
| 3    | Grande-Bretagne | 1  | 1      | 1      | 3     |
| 4    | France          | 1  | 0      | 1      | 2     |
| 5    | Australie       | 0  | 1      | 0      | 1     |
| 6    | Belgique        | 0  | 0      | 2      | 2     |